# Березовка (Гафурійський район)
Бере́зовка (рос. Берёзовка, башк. Березовка) — присілок у складі Гафурійського району Башкортостану, Росія. Входить до складу Табинської сільської ради.
Населення — 154 особи (2010; 126 в 2002).
Національний склад:
- росіяни — 32%
- башкири — 28%